# Sphenoraia nigromaculata
Sphenoraia nigromaculata (лат.) — вид жуков-листоедов рода Sphenoraia из подсемейства Козявки (Hylaspini, Galerucinae).

## Распространение
Встречается в Китае (Сычуань).

## Описание
Мелкие жуки-листоеды. Самец: длина 6,0 мм, ширина 3,4 мм. Самка: длина 5,8 мм, ширина 3,3 мм. Голова, переднеспинка и щитик черновато-зелёные, усики, ноги и вентральная поверхность тела коричневые, надкрылья и вершина каждого абдоминального сегмента жёлтые; каждое надкрылье с семью чёрными пятнами разного размера, базальный, средний и верхний сегменты с одной парой пятен, вершина с одним пятном. Вид был впервые описан в 1992 году.